# Darryl Nolan
Doktor Darryl Nolan je fiktivni lik iz FOX-ove medicinske drame Dr. House kojeg tumači Andre Braugher. Dr. Nolan svoje prvo pojavljivanje ima u premijeri 6. sezone, epizodi Broken, gdje preuzima ulogu Houseovog liječnika tijekom terapije. 
Kao liječnik zadužen za Houseovu uspješnu rehabilitaciju, Nolan drži u rukama njegovu budućnost, što znači da je on jedini koji može uputiti potrebnu molbu medicinskom odboru da se Houseu vrati licenca. Iako mu House prijeti građanskim neposluhom, Nolan uspijeva pronaći način kako doprijeti do njega. Nakon što se Steve/Freedom Master baci s ruba garaže isključivo jer je House htio dokazati da je Nolan u krivu (Steve je nekako preživio, ali s teškim ozljedama), House mijenja svoj odnos i pristaje na liječenje. Nolan započinje terapiju i pomaže Houseu da se odvikne od lijekova i vrati u normalu. Nakon nekog vremena, House se otvori, a Nolan mu pokušava pomoći da vjeruje ljudima i postane blizak s njima. Kada Nolanov otac umire, ovaj potraži savjet od Housea, pokazujući tako da mu vjeruje. House uskoro zaključi kako su Nolan i on slični, te da se i ovaj toliko posvetio svom poslu da nema ni obitelji ni prijatelja, te da mu je House najbliži definiciji prijatelja. Iako je, nakon što je potvrdio dijagnozu vezanu za Nolanova oca, isprva bio bezobrazan prema njemu, ostao je s njim u trenutku očeve mu smrti, pruživši mu tako potporu, na čemu se Nolan kasnije zahvalio. Kada je Nolan primijetio da se House povezao s Lydiom, odlučio mu je napisati otpusno pismo. 
Ponovno pojavljivanje ima u epizodi Epic Fail gdje, tijekom terapije, savjetuje Housea da isproba novi hobi s Wilsonom. Kada, unatoč novom kuharskom hobiju, House ponovo osjeti bol u nozi, Nolan mu savjetuje povratak medicini jer mu je rješavanje jednog slučaja privremeno ublažilo bol. 
Kratko se spominje u epizodi Remorse, a posljednje pojavljivanje u 6. sezoni ima u epizodi Baggage. House ponovo dolazi na terapiju te mu ispriča o jednom slučaju iz prošlosti kojega je imao. Na kraju, zaključi kako je i nakon godinu dana terapije s Nolanom još uvijek jada. Optužuje Nolana da je uzrok toga i naziva ga obmanjivačem (čak i "prodavačem magle"), te odlazi iz njegovog ureda ljutit i žalostan. 